# عبدالروف مخلص
عبدالروف مخلص هروی متولد سال 1340 ه    ش در ولایت هرات قریه  ی نقره می  باشد.
ریس اسبق پوهنتون هرات و استاد فعلی پوهنتون هرات و مشاور علمی پوهنتون جامی هست. مسول رادیو قرآن  کریم91.2fm
وارد دانشکده شرعیات دانشگاه کابل می گردد سپس در دانشگاه الأزهر مصر در دانشکده شرعیات وقانون به ادامه تحصیل می پردازد و بعد از فراغت از دانشگاه الأزهر وارد دانشگاه پیشاور گردیده و در رشته معارف اسلامی موفق به اخذ مدرک فوق لیسانس می شود.

## تحصیلات
مدرسه ی جامع ولایت هرات – پوهنخی شرعیات کابل
شریعة و قانون (االزهر) امتحان معادله. الجامعة االسالمیة للعلوم والتقنیة
ماستری. الشهادة العالمیة من وفاق المدارس.( پیشاور)

## وظایف قبلی:
۱-رئیس مطالعات و کلتور ولایت هرات از سال ۱۳۷۱-۱۳۷۴
۲ -رئیس پوهنتون هرات: از ۱۳۸۱ -۱۳۸۵
۳ -رئیس پوهنتون جامی از سال۱۳۸۹ – ۱۳۹۲

## مهمترین آثار علمی:[۸][۹]
۱-ترتیب و تحریر: تفسیر انوار القرآن  6 جلد
۲-ترجمه ی فتح الملهم شرح صحیح مسلم به زبان فارسی 5 جلد
۳-تجّلی اعجاز قرآن درعصر علم (رساله ی ترفیع به پوهنمل)
۴-ترجمه ی کتاب: اهلل والنفس البشریة تحت عنوان: خدا و روان انسان
۵-فساد اداری و مقابله با آن از منظر شریعت اسالمی (رساله ی ترفیع
علمی به پوهندویی)
۶-مشکل فقر و چگونگی عالج آن در اسالم (ترجمه به فارسی از دکتر
قرضاوی)
۷-ترجمه تفسیر المنیر فی العقیدة والشریعة والمنهج به فارسی 4 جلد
۸-تألیف کتاب: فقه صحیح البخاری معتمدا علی عمدة القاریزبان عربی 2 جلد
۹-ترجمه ی کتاب الفقه الحنفی بادلته جلد ۲ بخش نکاح و احوال
شخصیه.
۱۰ -ترجمه ی کتاب (ادارة الصالة) تحت عنوان مدیریت نماز
۱۱ -ترجمه ی کتاب فقه میسر به فارسی2 جلد
۱۲ -ترجمه ی تفسیر میسر دکتر عایض قرنی 10 جز
۱۳ -شرح دو کتاب ایمان وعلم( از صحیح البخاری )رساله ی ترفیع
علمی به پوهنوالی
۱۴ -مناقب امام اعظم ابوحنیفه رح رجمه به فارسی
۱۵ -رساله تجوید قرآن برای صنوف مرحله متوسطه مدارس در هجرت.
قابل ذکر است از نامبرده مقاالت علمی زیادی نیز در مجالت و جراید کشور و
بعضی از جراید بین المللی منتشر شده است.

## سیمینارهای علمی
سمپوزیم بین المللی امام اعظم رحمه الله منعقده در کشور تاجیکستان.
سیمینار (وسطیت) منعقده در کشور کویت.
سیمینار بین المللی(مقایسه شریعت اسالمی با قوانین وضعی) منعقده
در هامبورگ آلمان.
کنفرانس بین المللی تقریب مذاهب اسالمی- منعقده در تهران.
سمپوزیم بین المللی (اصالح فکر و معرفت)منعقده در کشور مالدیو.

## تفسیر انوار القرآن
تفسیر انوار القرآن در 6 جلد توسط انتشارات شیخ الاسلام احمد جام نشر شد. از جمله مشهورترین و قوی ترین تفسیرهای جهان فارسی زبان است. اعم در کشور ایران، افغانستان، تاجسکتان، پاکستان عده زیادی از این تفسیر استفاده میکنند.
یک دوره تفسیر کامل قرآن کریم به زبان ساده و روان است. مؤلف در این اثر کوشیده است تا با نثری آسان و پرهیز از اصطلاحات تخصصیِ تفسیر، مفاهیم آیات قرآن را شرح دهد. وی در اصل، گزیده  ای از آراء «فتح القدیر» شوکانی، «تفسیر المنیر» وهبة بن زحیلی و «تفسیر ابن  کثیر» را در این کتاب عرضه نموده است. روال کار او در تفسیر  سوره  ها بدین صورت است که ابتدا معنای واژگانی هر سوره و دلیل نامگذاریِ آن را شرح داده و سپس ترجمۀ هر آیه را بیان نموده و توضیح جامعی دربارۀ مفاهیم تک  تک آیات بیان می  کند. جلد نخست این مجموعۀ سه  جلدی، از سوره فاتحه تا اعراف، جلد دوم از سوره انفال تا نمل، و جلد سوم از قصص تا ناس را در بر می  گیرد. این اثر، منبع مناسبی برای درک و دریافت پیام قرآن کریم است.